# Argo Tea
A Argo Tea começou como uma cadeia de estabelecimento de café e chá fundada na área da comunidade de Lincoln Park, em Chicago, Illinois, em junho de 2003. Sua sede ficava na área da comunidade Loop de Chicago. Ela tinha mais de uma dúzia de locais na Região Metropolitana de Chicago antes de se expandir em 2010 para a cidade de Nova Iorque, onde abriu quatro locais naquele ano e depois se expandiu para St. Louis e Boston. Em outubro de 2011, a rede tinha 26 locais e distribuição em mais de 3.000 supermercados. Em sua primeira década, ela cresceu simultaneamente com o mercado de chá. Sua expansão para mercearias ocorreu em 2010 e 2011. Arsen Avakian é o atual CEO. Na primavera de 2013, a empresa foi inaugurada em Beirute, com planos de adicionar locais em cinco cidades do Oriente Médio até o final do ano.
A Argo Tea vende principalmente uma variedade de bebidas quentes e frias à base de chá. Além disso, oferece cerca de três dúzias de variedades internacionais de chá de folhas soltas (chá fabricado a partir de folhas de chá soltas, em oposição às folhas de chá do chá ensacado), café, produtos de panificação, pequenas entradas e utensílios para chá. O cardápio de chá incluía uma variedade de chás preto, verde, branco e chás de ervas naturais, servidos quentes ou gelados. A Argo Tea formou um relacionamento especial com a Whole Foods Market para distribuir os produtos da Argo. De acordo com a descrição da Bloomberg Businessweek, as especialidades gastronômicas da Argo incluem doces, sanduíches, saladas e quiches. A Argo comercializa produtos com base em uma perspectiva de estilo de vida, com consciência do design moderno e do ambiente sustentável. Ela também vende CDs de áudio.
Em 2020, a Argo Tea começou a vender chá engarrafado na Walgreens e em outras lojas, "mudando seu foco para uma linha de chá premium pronta para beber derivada de uma de suas bebidas de café mais populares". [das cafeterias], e foi adquirida pela Golden Fleece. "A Golden Fleece Beverages, Inc. assumiu a propriedade da marca Argo Tea e continuou a operar o negócio como Argo Tea." O chá em pó é vendido on-line.